# Hemioplisis
Hemioplisis är ett släkte av fjärilar. Hemioplisis ingår i familjen mätare.

## Bildgalleri

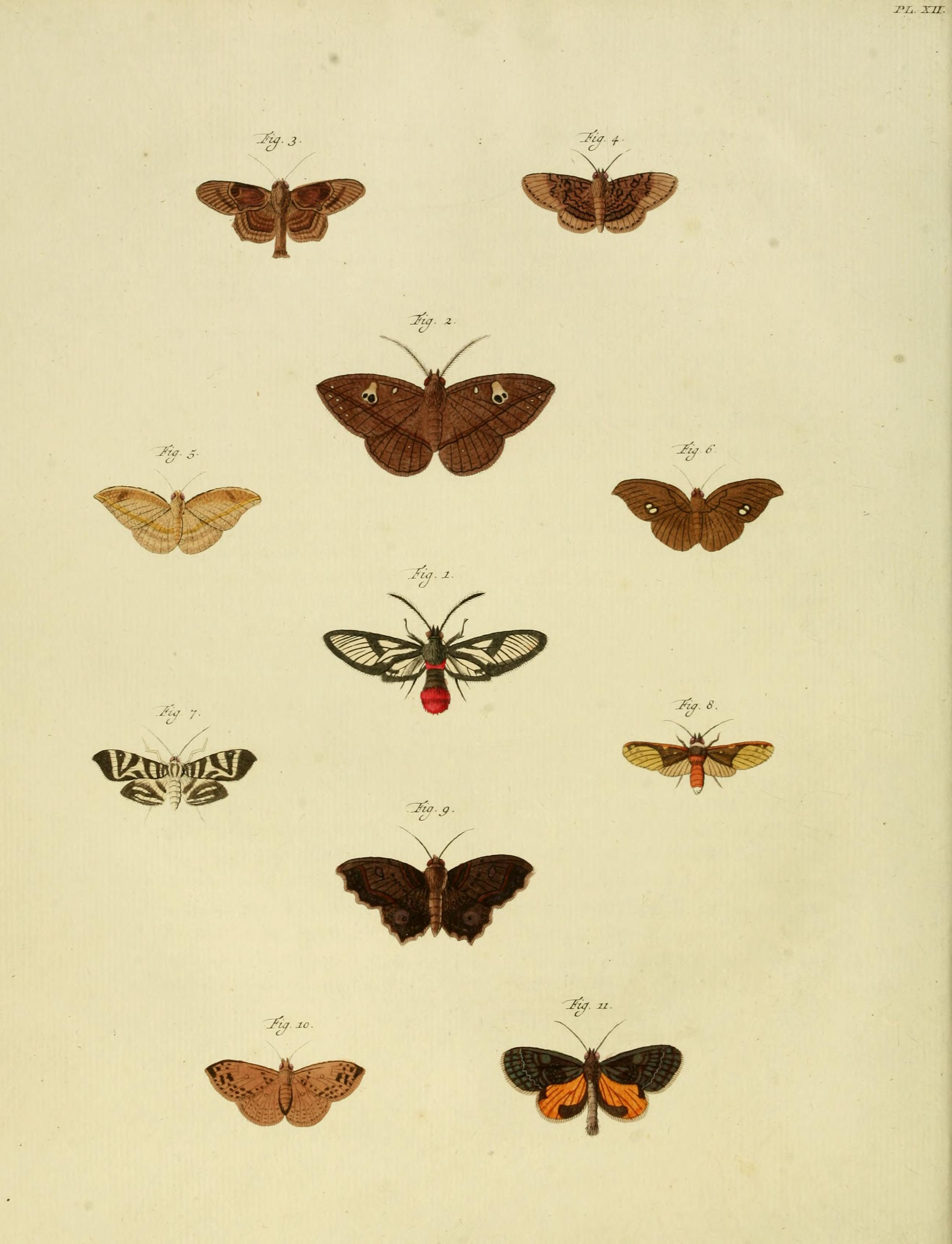

## Dottertaxa tillHemioplisis, i alfabetisk ordning[1]
- Hemioplisis abrasata
- Hemioplisis acuta
- Hemioplisis agronaria
- Hemioplisis anseraria
- Hemioplisis apiculata
- Hemioplisis arnataria
- Hemioplisis asina
- Hemioplisis astanda
- Hemioplisis byblusaria
- Hemioplisis chaonia
- Hemioplisis drepanula
- Hemioplisis drepanularia
- Hemioplisis ephyrata
- Hemioplisis excavaria
- Hemioplisis fasciata
- Hemioplisis flavibasis
- Hemioplisis formosa
- Hemioplisis fulvilinea
- Hemioplisis gaunaria
- Hemioplisis hortularia
- Hemioplisis humerata
- Hemioplisis icaria
- Hemioplisis icarinaria
- Hemioplisis impensata
- Hemioplisis impurpurata
- Hemioplisis inunculata
- Hemioplisis latistrigaria
- Hemioplisis luciata
- Hemioplisis maculata
- Hemioplisis moneta
- Hemioplisis moxaria
- Hemioplisis olivaria
- Hemioplisis panamaria
- Hemioplisis pholata
- Hemioplisis plebejata
- Hemioplisis procurvaria
- Hemioplisis quatuormaculata
- Hemioplisis santiago
- Hemioplisis semibrunnea
- Hemioplisis spiculata
- Hemioplisis trogonaria
- Hemioplisis unicata
- Hemioplisis ziczacaria